# Folclore coreano
Tradizioni e pratiche appartenenti al folclore coreano iniziarono diversi millenni fa, traendo origine da sciamanesimo, confucianesimo, buddismo e cristianesimo.
Molte tradizioni popolari si sono sviluppate in zone rurali come i villaggi e solitamente si riferiscono ad ambienti domestici e all'agricoltura, rinforzando il concetto di famiglia e dei legami all'interno della comunità. La messa in scena delle storie popolari lo riflette, e gli artisti che le recitavano erano soliti incoraggiare e provocare la partecipazione del pubblico. Queste tradizioni venivano trasmesse oralmente, anche se degli esempi scritti cominciarono ad apparire nel V secolo.
Mentre molte tradizioni sono diventate meno praticate o sono state modernizzate, il folclore rimane profondamente legato alla società coreana, continuando ad influenzare campi come religione, storie, arte e tradizioni.

## Tipi di folclore
Ci sono molti tipi di folclore nella cultura coreana, come Imuldam (이물담?), concentrato sugli esseri soprannaturali: i più comuni sono i dokkaebi, considerati la versione coreana dei goblin. Tuttavia questo termine è diverso dalla concezione europea, dato che non posseggono caratteristiche malvagie o demoniache. Sono invece delle creature con dei poteri che causano alle persone sia felicità che tristezza. Questi esseri si comportano sia in modo amichevole sia in modo dispettoso con gli umani. La presenza di queste creature è considerata legata non solo alle difficoltà, ma anche ai piaceri della vita.
Le storie contemporanee derivano da una varietà di argomenti che comprendono lo sciamanesimo, il confucianesimo, il buddismo e il cristianesimo.
Il folclore coreano cominciò ad essere catalogato grazie alle lezioni in proposito del professor Cho Chi-hun (1920–1968).

## Religione popolare
La religione popolare coreana (민속신앙?, Minsoksin-angLR) rimane una parte integrante della vita dei coreani moderni, ed è basato sullo sciamanesimo coreano e su religioni estere come il buddismo. La natura e le caratteristiche delle religioni popolari cambiarono con il tempo sotto le influenze delle religioni straniere, che dopo essere state introdotte in Corea, si mischiarono con quelle autoctone. Le religioni coreane popolari non si basano su credenze individuali, ma si esprimono tramite la comunità, dato che si sviluppano nei villaggi e nelle case. Gli sciamani coreani sono coinvolti sia nella venerazione delle divinità domestiche sia nei rituali dedicati alle divinità protettrici dei villaggi.
Nel folclore coreano le case sono dei luoghi sacri, pieni di tradizioni create dalla famiglia e dagli antenati. È credenza comune che ci sia una divinità guardiana per ogni stanza e che porti buona fortuna alla famiglia. Per esempio, c'è un dio responsabile di tutta la casa che aiuta ad arricchire la famiglia e una dea nella camera padronale che aiuta a concepire figli e protegge la prole. Gli spiriti maligni che stanno fuori dalla casa provocano ansia e paura, scoraggiando l'ingresso di altre persone. Esiste quindi la tradizione di impedire l'entrata di spiriti maligni nella casa appendendo rami spinosi al cancello o preparando fili rituali. Le divinità della casa si scontrano con gli spiriti maligni, proteggendola e rendendosi così dei guardiani.
Il culto del villaggio è un ampliamento della venerazione delle divinità della casa. Il villaggio viene considerato un'estensione della famiglia e un luogo dove vivono i parenti, anche se possono ospitare persone che non sono coinvolte nella venerazione degli dei protettori. Le divinità variano di villaggio in villaggio. Solitamente questi culti si limitano ad un villaggio solo, ma qualche volta si estendono al di fuori di esso per compiere rituali dedicati all'agricoltura o riti comuni tra villaggi vicini. La maggior parte dei villaggi serve una sola divinità, accompagnata da un Jangseung (장승?, un tipo di totem) o altri dei minori.
Lo sciamanesimo coreano è stato sottovalutato dagli adepti di altre religioni, ma con il tempo ha incorporato e imitato la forma ed organizzazione di altre religioni come il buddismo e il confucianesimo. Le religioni straniere assorbirono anch'esse elementi dello sciamanesimo. Quest'ultimo sviluppò addirittura una relazione complementare con il confucianesimo: lo sciamanesimo si occupava di problemi particolari e irregolari, mentre il confucianesimo si occupava di problemi della vita di tutti i giorni. Lo sciamanesimo coreano include rituali usati per rilasciare il rancore di anime in pena ed espellere la sfortuna dalle case.

### Riti
Il Mudangnaeryeok (무당내력?) scritto da Nangok è un libro illustrato che spiega i vari passaggi dei rituali della zona di Seul. Fa parte della Kyujanggak, la biblioteca reale della dinastia Joseon, presso la Seoul National University, ed è composto da due volumi, ognuno dei quali conta 14 pagine. La data di pubblicazione risale al quarto mese lunare del 1885 o del 1945. Ogni pagina riporta l'illustrazione dello sciamano che compie il rito e l'altare con i vari cibi per le offerte. I disegni hanno uno scopo puramente pratico e non sono particolarmente eleganti dal punto di vista estetico, mentre le spiegazioni sono in caratteri cinesi.
Esempi di riti tradizionali sono:
- Rito per lo spirito guardiano di Eunsan (은산별신제?, Eunsan ByeolsinjeLR): praticato nel villaggio di Eunsan della contea di Buyeo, nella provincia del Chungcheong meridionale, è stato designato Patrimonio Culturale Immateriale n. 9.[4]
- Rituale per la prevenzione del vaiolo (손님굿?, SonnimgutLR; lett. "rituale per l'ospite"): rituale sciamanico in onore del dio del vaiolo e del morbillo che mira ad allontanarlo.
- Rituale della barca (배고사?, BaegosaLR): cerimonia rituale nella quale si prega per una buona pesca e un viaggio sicuro, si celebra sulle barche dei pescatori in onore della divinità guardiana Baeseonang.
- Rituale per una pesca abbondante (황도붕기풍어제?, Hwadopunggipung-eojeLR): le preghiere per la sicurezza e una pesca abbondante vengono rivolte alla divinità del mare Yongwang (Re Drago) e il rituale è generalmente officiato da uno sciamano.

### Oggetti rituali
- Carta rituale bianca (백지?, BaekjiLR): fogli di carta bianchi usati in rituali sciamanici e come oggetti sacri, offerte o nei soji, la bruciatura dei testi sacri. La carta bianca simboleggia pulizia e purificazione, ma viene anche usata come materiale simbolico offerto agli dei quando si prega per la ricchezza materiale. La carta bianca viene aggiunta alle ghirlande di paglia appese sui cancelli come tabù in seguito alla nascita di un bambino per tenere lontano le sventure; viene utilizzata anche per incartare il cibo sacrificale o per allestire la tavola rituale. Bruciare la carta può essere visto come un atto di purificazione dell'impurità con il fuoco, ma anche come una preghiera agli dei, nel qual caso la carta bianca funge da tramite tra l'uomo e questi ultimi.
- Siru (시루?): pentola di terracotta per la cottura a vapore usata per cucinare cereali. Apparve nella penisola coreana durante la tarda età del bronzo, specialmente nelle regioni del nord, ma durante il periodo dei Tre Regni (57 a.C –676 d.C.) il suo uso si era diffuso uniformemente in tutte le zone della penisola. Il tradizionale Siru viene generalmente usato per fare i tteok, che fungono, oltre che da cibo, anche come offerta rituale.
- Anello al naso per le mucche (쇠코뚜레?, SoekottureLR): anello di legno attaccato al naso delle mucche, usato anche come strumento per allontanare gli spiriti maligni. Sono fatti di rami di legno spessi 2-3 cm spogliati della corteccia, le cui estremità vengono legate insieme per far sì che assumano la forma di un anello. Si credeva che un anello attaccato da poco tempo avesse un grande potere ed era quindi appeso sul cancello all'interno della casa per impedire ai fantasmi e agli spiriti maligni di entrare. Si pensava anche che avessero il potere di attirare buona sorte o ricchezze materiali.
- Albero di ricino spinoso (엄나무?, EomnamuLR; Kalopanax septemlobus): frequentemente usato per scacciare spiriti maligni e malattie grazie ai rami ricoperti di spine, che vengono appesi fuori dalla porta d'ingresso durante il Capodanno. Altra utilità tradizionale di questo albero è la capacità di scacciare i yagwanggwi, ossia i fantasmi nottilucenti: la credenza popolare era che alla prima luna piena del primo mese lunare (Jeongwoldaeboreum) questi fantasmi invadessero le case. Il sedicesimo giorno, ossia il giorno dei fantasmi, si bruciavano tutti i capelli trovati attorno alla casa, dopodiché si creava un fascio di rami di albero di ricino, il quale si appendeva ad una parete. In caso di epidemie, in alcune regioni questo fascio di rami veniva appeso in orizzontale sulle pareti del soggiorno. Un'ulteriore usanza era portare i malati di malaria in foreste ricche di alberi di ricino e pregare per la loro guarigione.
- Danji: un vaso di terracotta adorato come divinità stessa o come entità sacra che custodisce un dio domestico. Questi vasi sono piccoli e tondi, panciuti verso il centro.
- Cavallo di metallo (철마?, CheolmaLR): oggetto custodito e venerato come una divinità nei santuari dei villaggi. È una riproduzione semplificata dell'immagine di un cavallo, lunga tra i cinque e i dieci centimetri, con le gambe relativamente corte in proporzione al grande torso, alcune mancanti o tagliate al ginocchio. Si trovano anche cavalli di argilla o pietra.

## Letteratura popolare
La letteratura popolare è strettamente legata alla cultura coreana. La maggior parte della letteratura era trasmessa oralmente e ruotava intorno allo stile di vita e alle usanze del popolo. Questo tipo di letteratura annovera canti sciamanici, miti, racconti e storie popolari: essa presenta diverse variazioni in queste storie, influenzate dalle epoche nelle quali presero forma, ma anche molti punti in comune, come la presenza di alcuni eroi e personaggi legati alla tradizione culturale. La letteratura popolare presenta sia opere in versi e con una specifica struttura metrica, che svariati lavori in prosa. I primi esempi scritti di questo tipo di letteratura possono essere ritrovati in diversi frammenti databili fino al V secolo, mentre storie complete, tramandate per iscritto, compaiono a partire dal XII e XIII secolo nel Samguk Yusa, ad opera del monaco Buddhista Il-yeon.

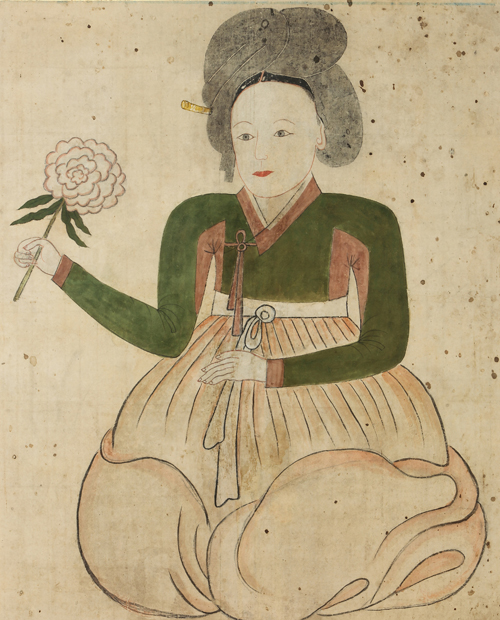
Principessa Bari con in mano il fiore della resurrezione. (Dipinto per rituali sciamanici, XVII secolo.)

I canti sciamanici comprendono principalmente due tipi di canti: i primi privilegiano una narrazione riguardante le varie divinità venerate e che venivano recitate attraverso appositi rituali; i secondi comprendono inni non narrativi, sempre indirizzati o dedicati agli dei. Entrambe queste tipologie erano tramandate oralmente da sciamano a sciamano. Uno degli esempi più famosi del primo tipo di canti è la storia della principessa Bari. La maggior parte delle versioni narrano di una principessa coreana abbandonata dai suoi genitori per essere stata la settima figlia di un re senza eredi maschi. Molti anni più tardi, i suoi genitori si ammalano e l'unica cura consiste in dell'acqua con proprietà curative presente nel Cielo dell'Ovest (Sukhāvatī). La principessa abbandonata viene ritrovata e acconsente ad aiutare i suoi genitori, al contrario delle sue sorelle. Viaggia così fino all'aldilà, dove si sposa con il guardiano di quest'acqua miracolosa e dà alla luce dei figli (solitamente sette). In seguito alla morte dei suoi genitori, prende parte al funerale e riesce a resuscitarli grazie ai fiori della resurrezione raccolti nell'aldilà e curandoli con l'acqua. Al termine del racconto, spesso la fanciulla diventa una divinità che mette in comunicazione i vivi con i morti. La storia della principessa Bari veniva recitata solamente durante cerimonie funerarie. Questo mito è solitamente interpretato come un mezzo per rovesciare la dottrina confuciana, basata sul patriarcato e la gerarchia, attraverso la virtù confuciana della pietà filiale: in questo caso non è il figlio maggiore, come dovrebbe essere, ma la figlia minore a salvare i suoi genitori.

## Tradizioni sociali popolari
I costumi popolari coreani costituiscono una parte significativa della cultura e alla loro base è presente anche una forte credenza nell'importanza della famiglia, della comunità e della società. Queste consuetudini sono particolarmente espresse durante pratiche sociali come le riunioni famigliari e i matrimoni. In alcune culture occidentali, le tappe che una persona deve affrontare durante la sua vita, consistono di solito nella nascita, il raggiungimento della maggiore età, il matrimonio ed il funerale. Tuttavia, la tradizione coreana enfatizza il ruolo dell'individuo nella famiglia così come membro della società: così la nascita diventa meno importante e aspetti come la pietà filiale dopo il funerale costituiscono le fondamenta della vita di una persona.

### I quattro riti di passaggio
Nelle tradizioni dell'Asia orientale, secondo l'antico Libro dei Riti, ci sono quattro riti di passaggio che occorrono durante la vita di un individuo: la cerimonia che celebra il raggiungimento della maggiore età, il matrimonio, il funerale e i riti ancestrali. Questi eventi rappresentano i cambiamenti nella posizione sociale di un individuo durante la sua vita. In Asia orientale, questi quattro rituali vengono solitamente raggruppati insieme e sono conosciuti come Quattro riti di passaggio o in coreano Gwanhonsangje (관혼상제?), ed enfatizzano l'importanza dei cambiamenti nella vita, minimizzando la confusione che questi comportano.

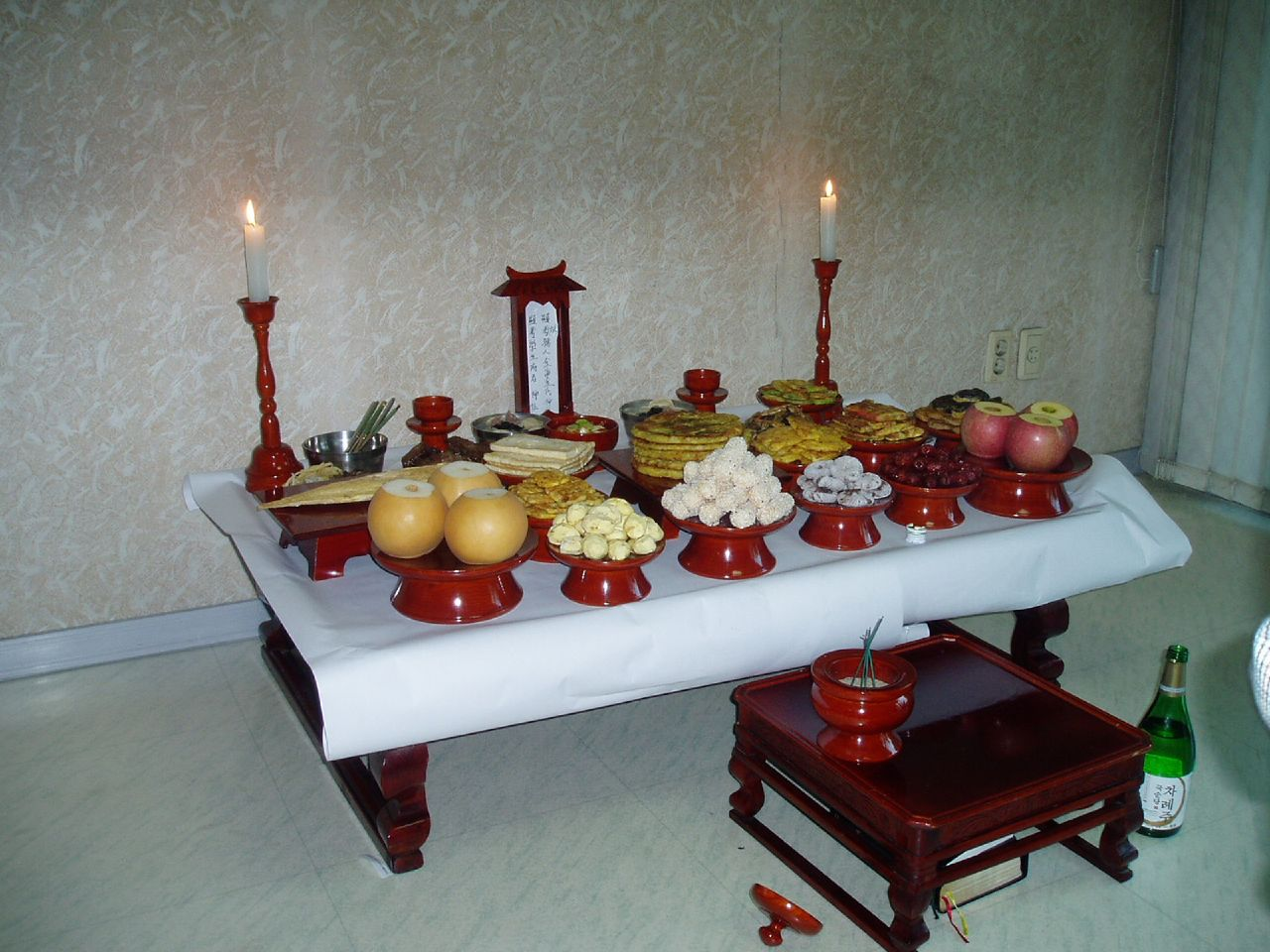
Un tavolo coreano tradizionale per la venerazione degli antenati (Jerye)

La cerimonia rappresentante il raggiungimento della maggiore età è conosciuta in corea con il nome di Gwallye (관례?) e segna il passaggio dal mondo della fanciullezza al mondo degli adulti. In quanto adulto, l'individuo viene ufficialmente riconosciuto come membro della società dopo aver passato tale cerimonia. Secondo la tradizione, il giovane deve indossare un cappello con un topknot durante questa cerimonia.  La seconda occasione importante era il matrimonio o in coreano Hollye (혼례?): vi erano dei rituali per la discussione del matrimonio, per lo scambio dei regali e lo scambio delle lettere e i matrimoni erano combinati dalle famiglie piuttosto che d'amore. I riti funerari o in coreano Sangrye (상례?) comprendevano un severo sistema di abiti funebri, che dovevano essere indossati in un modo ben preciso; inoltre bisognava restare accanto alla tomba dei propri genitori per tre anni. Entrambe queste usanze erano modellate secondo la tradizione confuciana cinese. La sepoltura sullo stile confuciano e la cremazione buddista coesistettero e continuano tutt'ora a convivere. Secondo la tradizione confuciana, i riti ancestrali, o Jerye (제례?), solitamente svolti per commemorare i defunti durante i loro anniversari di morte e nelle festività più importanti, erano riservati per la generazione più anziana di antenati, che qualcuno nella famiglia poteva aver conosciuto ancora di persona. Inoltre nelle tradizioni dell'Asia orientale, i parenti con i quali si condividevano questo genere di antenati non potevano sposarsi tra di loro.
Durante queste quattro cerimonie, i membri della famiglia e del villaggio cooperano attivamente, in modo che vengano favoriti i legami nella comunità. Tuttavia, la cerimonia del raggiungimento della maggiore età scomparve gradualmente sotto il dominio dell'impero giapponese. Tradizionalmente i rituali familiari venivano fermamente limitati alle zone rurali, mentre in quelle urbane queste occasioni vennero semplificate. Dopo la liberazione della Corea dal dominio coloniale giapponese, il sistema familiare tradizionale, che valorizzava il culto degli antenati, collassò, disponendo maggiore importanza sui matrimoni e sulla celebrazione dei sessantesimi compleanni per i vivi, piuttosto che su rituali per antenati deceduti. Nel 1960, con la promozione dell'industrializzazione e dell'urbanizzazione, luoghi professionali come sale per ricevimenti di matrimonio e sale per funerali portarono i rituali a essere praticati fuori dalla propria dimora. In seguito allo sviluppo economico, matrimoni, sessantesimi compleanni e funerali in particolare, divennero molto lussuosi e costosi, fatto che molti coreani considerano tuttora un importante problema sociale.

### Tradizioni sociali popolari nella vita quotidiana
In Corea del Sud le abitudini riguardanti la casa e il lavoro, così come la vita sociale, sono state fortemente influenzate da una cultura un tempo dominata dal confucianesimo e che enfatizza il rispetto per gli antenati, l'età e l'anzianità. Inoltre fattori come lo status economico, l'età e il matrimonio, giocano un ruolo determinante nello status sociale. Questi fattori, specialmente l'età, influenzano il rapporto tra conoscenze sociali. Le tradizioni popolari legate alla famiglia o all'attività agricola si sono evolute in altre forme o poco a poco scomparse, seguendo ed adattandosi allo sviluppo dell'industrializzazione.
Il culto ancestrale rimane una tradizione molto importante in Corea. La popolazione coreana pratica questi riti per l'anniversario della morte degli antenati, durante il capodanno coreano e durante il Chuseok. L'unità all'interno delle varie comunità familiari è così rafforzata, poiché tutte le famiglie devono ritrovarsi insieme per preparare e tenere questi riti.
Una tradizione relativa al cibo è il gimjang: molti coreani preparano una grande quantità di kimchi quando le temperature calano, durante il tardo autunno. In primavera, ogni famiglia fermenta frutti di mare come gamberi e acciughe con il sale. In estate, essi comprano sale per "mille giorni", che verrà poi usato per conservare il cibo per due o tre anni, finché il sapore amaro non sarà andato via. In tarda estate, peperoncini rossi vengono essiccati e macinati in polvere. In tardo autunno, le donne decidono la giusta data per preparare il kimchi, basandosi in parte sulle condizioni meteorologiche. Tecniche innovative vengono condivise e accumulate attraverso la tradizione di mangiare insieme il kimchi a casa dopo averlo preparato. Questa usanza ha aiutato ad incoraggiare lo sviluppo dei legami tra la comunità, in quanto i vari membri delle famiglie e membri del villaggio si trovano insieme a fare il kimchi.

## Arte popolare
Le forme tradizionali di arte coreana si sono spesso tramandate all'interno della società stessa. L'arte popolare coreana è caratterizzata dalla satira verso la borghesia e l'alta società.

### Minhwa

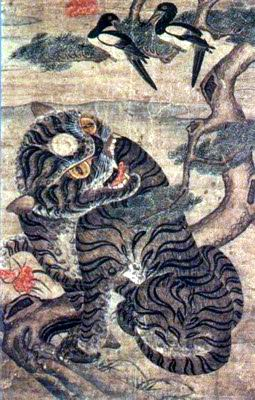
Tigre e gazza, autore sconosciuto, dinastia Joseon

Il Minhwa, o "pitture popolari", è un genere di pittura noto per l'assenza di una prospettiva coerente e di fluidità di stile, che rendono questa tipologia diversa dallo stile delle opere realizzate da pittori professionisti. Le pitture popolari sono principalmente costituite da opere collegate al desiderio del pubblico di scacciare fantasmi malvagi e di celebrare lieti avvenimenti, opere per decorare l'interno e l'esterno delle case, nonché dipinti che richiamano la vita di tutti i giorni come paraventi, rotoli e murali.
Il Minhwa era usato per decorare i soggiorni e gli spazi cerimoniali delle zone private durante la dinastia Joseon. Dopo aver rafforzato il commercio attraverso la crescita economica successiva alla tarda dinastia Joseon, i dipinti Minhwa vennero distribuiti nel mercato all'inizio del XX secolo. Dal momento che essi si sono originati dall'imitazione dei dipinti di corte e dell'alta classe, la natura e le piante sono state rappresentate in maniera molto simile. Tradizionalmente i dipinti coreani ritraggono storie o eventi storici e culturali significativi, trasmettendo metafore popolari e simboli. Temi molto comuni includono la vittoria sul male, raffigurazioni di paesaggi e ritratti. Anche i dipinti Minhwa sono conosciuti per aver trattato questi argomenti che vanno dall'opposizione al male a temi sentimentali, come pittura di paesaggio, caratterizzazione, pittura botanica, nonché storie antiche e miti.
I pittori e gli stili di pittura dei Minhwa variano a seconda dell'ordine, della domanda e dello scopo del dipinto stesso. Le opere richieste dalla classe medio-alta venivano realizzate da abili pittori professionisti usando ottimi materiali e di solito erano di grandi dimensioni. Le opere richieste dai privati venivano realizzate dai monaci Buddhisti o da pittori erranti, i quali utilizzavano materiali messi a disposizione dal privato, e molti di questi dipinti dimostrano grande individualità, dal momento che spicca più il soggetto ritratto piuttosto che la particolare tecnica utilizzata o lo stile in voga nel settore privato. Le opere Minhwa potrebbero anche non essere state realizzate in maniera professionale ma le storie collegate all'argomento ritratto sono state tramandate insieme ai dipinti, e la trasmissione di un certo tema era considerata prioritaria rispetto allo stile artistico.

### Pansori
Il Pansori (da pan, "pposto di ritrovo per le persone", e sori, "canzone") è una forma di narrazione attraverso la musica, originatasi nel sud-ovest della Corea. Le sue caratteristiche sono il canto espressivo, il linguaggio stilizzato ed i gesti. Accanto al cantante c'è un percussionista. Con il passare del tempo, le storie raccontate attraverso questa modalità si sono modificate e il pansori si è evoluto in una forma molto popolare e apprezzata dai gruppi dell'alta società. Inizialmente spontaneo e libero, il pansori è diventato gradualmente rigido fino ad essere sostituito dalla letteratura scritta. Durante le esibizioni, il pubblico era così coinvolto da partecipare attivamente alla musica. La tendenza all'improvvisazione consente al pubblico di essere coinvolto nell'esibizione ed un fattore di successo della performance è proprio la sentita partecipazione della folla. Il coinvolgimento del pubblico è così importante che a volte viene volontariamente inserito nelle performance di pansori registrate in studio. L'origine delle singole storie di pansori è sconosciuta, anche se si sospetta che racconti già noti siano stati adattati in musica.

### Danze popolari
Esiste una grande varietà di danze popolari, molte delle quali sono associate alle aree rurali. Tradizionalmente, queste esibizioni hanno luogo al mercato o nei campi degli agricoltori. Alcune fanno satira sulla borghesia o i settori elitari della società storica. Altre origini includono danze rituali dello Sciamanesimo e danze associate a scopi od oggetti particolari.

#### Talchum

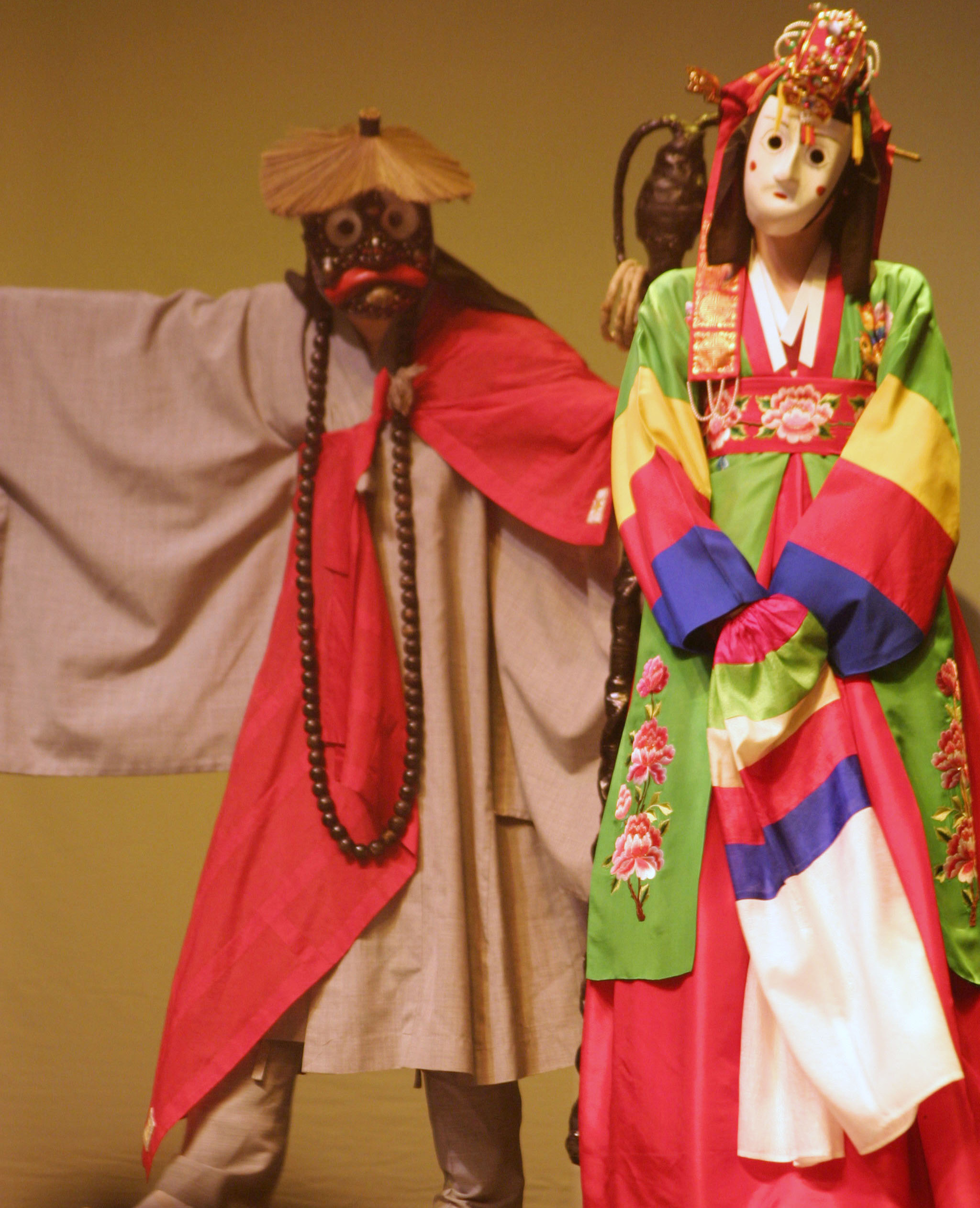
Bongsan Talchum, una sposa e un monaco

La Talchum è una forma teatrale che consiste nel ballare e nel cantare indossando maschere tradizionali. Le danze si compongono di diverse scene, sebbene queste possano rappresentare differenti e disconnesse storie. La satira è una comune forma di narrazione ed è usata per criticare l'aristocrazia, viziati esponenti religiosi e il patriarcato. Sebbene il termine fosse in origine regionale, lo si è presto associato al "ballo con la maschera" in tutta la Corea. Al di fuori della provincia di Hwanghae, regione in cui il termine fu coniato, altre regioni adottano delle varianti nominali per forme di danza simili. Gli accompagnamenti musicali variano per regione. Le rappresentazioni non richiedono un palcoscenico e sono quindi spesso eseguite all'aperto. La partecipazione del pubblico è una parte dello spettacolo affatto insolita ma anzi incoraggiata e i danzatori cercano attivamente di interagire con gli spettatori durante tutta l'esibizione. Nonostante si tocchino tematiche serie nel caso di diverse rappresentazioni, queste sono spesso positivamente intrise di umorismo. Dodici tipi differenti di danza sono stati nominati "Importanti e Intangibili Proprietà Culturali della Corea", sia quelli originari del Nord che del Sud. Successivamente forme aggiuntive di danza sono state classificate come eredità culturale intangibile di province specifiche.
La Talchum è prima stata associata all'imitazione della natura, all'agricoltura, all'attività sessuale o alla fede della sconfitta dei fantasmi. Si è poi gradualmente sviluppata fino a includere correnti di pensiero simboliche che esprimono opinioni su diversi temi, mentre le espressioni artistiche si sono trasformate in un'estetica popolare. Caratteristiche strutturali e gesti associati a queste variano in base alla regione.

## Donne nel folclore coreano
Nella tradizione popolare ci sono alcune leggende che toccano l'idea di femminismo e il ruolo delle donne.
- La leggenda di Arang (periodo Joseon): narra la storia della figlia di un magistrato che viene indotta con l'inganno dalla bambinaia a uscire di casa da sola e che viene poi stuprata e uccisa. Da questo momento il fantasma della ragazza inizia a perseguitare i magistrati, facendoli morire di spavento, fino a quando uno di questi non riesce a identificare il colpevole dell'assassinio con l'aiuto degli spiriti.[30] Durante l'Era Joseon le donne erano viste come secondarie agli uomini, sempre in bisogno di soccorso e troppo deboli per lottare da sole. Non venivano considerate adatte al matrimonio qualora mostrassero una di queste caratteristiche.[31]
- Kumiho: volpe a nove code che appare in diversi racconti popolari. Questa volpe si può trasformare in un essere umano, per la precisione in una donna. Una caratteristica prominente è la sua personalità malvagia, che le permette di persuadere e avvicinare a sé il Re e usare il suo potere per commettere azioni maligne. La sua morte per mano di un cane a tre zampe rappresenta il rifiuto da parte del cielo del regno da lei usurpato ed è probabilmente stata ideata per giustificare il rovesciamento di un re in un certo punto della storia.[32]

Un genere del folclore coreano concerne mogli dai poteri sovrumani di ragionamento e di discernimento. Per esempio, una leggenda narra di una donna dalla grande determinazione che è esperta dei janggi, scacchi coreani. Ella insiste nell'insegnare al marito come giocare ai janggi fino a quando egli non diviene famoso come il miglior giocatore di janggi di tutta Seul. Un giorno un uomo ricco scommette la sua intera fortuna e, convinto di poterlo battere, lo sfida. La moglie segue il marito alla competizione e gli dà consigli durante tutto il gioco. Alla fine il marito vince la partita e la grande somma dell'avversario. L'intelligente moglie decide di investire tutta la fortuna acquisita nella compera di armi e armamenti. Successivamente i Giapponesi invadono il Paese, ma la famiglia di questa donna si difende e li sconfigge grazie alle armi da lei comprate.

## Revival contemporaneo
Negli anni 2010 sono nati progetti per mantenere in vita il folclore coreano, come serie TV animate e l'Animentary Korean Folklore (애니멘터리 한국설화?), un documentario televisivo che racconta vecchie storie nello stile d'animazione tradizionale 2D. L'animazione coreana folcloristica si basa sulla letteratura popolare ed è stata creata seguendo fedelmente la struttura narrativa dei racconti. C'erano una volta Eunbi e Kabi è una delle serie basate sia sul folclore coreano che sulla letteratura popolare e, diversamente da Animentary Korean Folklore, aggiunge personaggi esplicativi che rendono la storia più fluida e discorsiva. Anche il film Sin-gwahamkke: Joe-wa beol (신과함께: 죄와 벌?; Along with the Gods: The Two Worlds) è basato sulla letteratura volgare, oltre che sulla religione.